# Инкогнито (албум)
„Инкогнито“ е името на първия студиен албум на певицата Михаела Филева. Издаден е на 28 май 2015 г. от звукозаписната компания Monte Music. Той включва 11 песни и 6 бонус песни.
Михаела Филева представя своя дебютен албум „Инкогнито“ на 28 май в „Sofia Live Club“.  До певицата на сцената са музикантите Краси Тодоров – клавишни, Васил Крумов – китари и Васил Вутев – ударни.  Специални гости на събитието са Били Хлапето, VenZy, Графа, Прея и Дивна, с които Михаела има общи песни в албума. Специален гост е Живко Петров, който е автор на „Фантазия“,  като трака също е част от албума.

## Работа
По албума работят редица продуценти и музиканти. За Михаела проектът е една сбъдната мечта и начин тя да разкрие пред почитателите си своите „инкогнито“ истории. Идеята на албума е да бъде концептуален и да е подчинен само на една идея.  С нея като продуцент работи Владимир Ампов - Графа.
При работата върху песента „Забранен достъп“ Михаела замисля песента като неин солов проект. Музиката към песента е дело на нея и Борислав Бояджиев (DJ Борче). По-късно по работата върху песента се присъединяват Илия Григоров и Прея; Михаела предлага на продуцента ѝ Владимир Ампов-Графа песента да бъде трио между нея, Прея и Дивна и кръщават песента „Забранен достъп“. Така, като отговор на песента между трите момичета, се появява и песента между Графа, VenZy и Били Хлапето „Запазено място“. 
Следващата авторска песен на Михаела в албума е песента „И аз съм тук“, която тя пише сама, музиката към песента също е нейно дело. Посланието на песента е „да не вървим по стъпките на другите, ако искаме да оставим следа. Да мечтаем смело и да даваме всичко от себе си, за да получим това, към което се стремим.“ Аранжиментът на песента е дело на китаристът Мирослав Иванов и Румен Бояджиев-син. Песента става и петия сингъл от албума и видеото към него е направено от режисьорския екип на Васил Стефанов. 
Михаела пише и текста на песента „Филм за Ддвама“, последния сингъл от албума, заедно с Илия Григоров, автор на повечето песни от албума. Върху музиката работи и Веселин Ценов. Видеоклипът към песента излиза на 11 март 2016 г. и по него работят Бойко Щонов от ScreenMixer и операторът Андрей Андреев. 
Албумът е пълен с нежни и красиви балади, каквато е и песента „Приливи и отливи“, участвала в „Зелената песен на България“. Песента е вторият сингъл от албума, издаден още през 2013 г. Песента е по музика и текст на Графа, а видеоклипът към песента е по негова и по идея на Михаела. 
Реализирането на албума е голямо предизвикателство за Михаела и екипа, който работи по него. "За всеки артист е голямо щастие да може да държи своята музика в ръцете си – казва Михаела. – Много хора работиха, за да стане албумът факт. Благодаря на „Monte music“ и „Monte studio“ за старанието и отдадеността. Изискват се големи усилия да реализираш музикален албум в България. Работих с невероятни професионалисти – личности, на които се възхищавам от дете. Своя принос към „Инкогнито“ дадоха изпълнители като Живко Петров, Румен Бояджиев-син, момчетата от група „Southwick”… Има и песни по моя музика и текст. Казано накратко, албумът е една сбъдната мечта." 

## Издаване и промоция
Михаела представя албума си на промоция в „Sofia Live Club“ на 28 май 2015. В сетлиста на концерта са песни от албума – „Когато ти трябвам“ и „В реда на нещата“, която тя изпява с Били Хлапето, „Има ли начин“ с участието на Nick Name, а към изпълнението на песента „Опасно близки“ на сцената се присъединява и VenZy, след което те и Графа изпълняват песента „А дано, ама надали“, която не е включена в албума. Като солови изпълнения певицата изпява песните „Филм за двама“, „Фантазия“, „Пети елемент“, „инкогнито“, а за изпълнението на песента „Забранен достъп“ се присъединяват Дивна и Прея. По време на концерта Графа и изпълнителният продуцент на албума Магдалена Сотирова-Иванова връчват на Михаела винилово копие на албума. 
Албумът е издаден на аудиокасета, грамофонна плоча и компакт-диск. Той достига 2-ра позиция на българската класация за албуми на Българската асоциация на музикалните продуценти.

## Песни
| Инкогнито – оригинален списък | Инкогнито – оригинален списък          | Инкогнито – оригинален списък            | Инкогнито – оригинален списък        | Инкогнито – оригинален списък | Инкогнито – оригинален списък | Инкогнито – оригинален списък | Инкогнито – оригинален списък | Инкогнито – оригинален списък | Инкогнито – оригинален списък |
| №                             | Име                                    | Автор(и)                                 | Пруцент/и                            | Време                         |                               |                               |                               |                               |                               |
| ----------------------------- | -------------------------------------- | ---------------------------------------- | ------------------------------------ | ----------------------------- | ----------------------------- | ----------------------------- | ----------------------------- | ----------------------------- | ----------------------------- |
| 1.                            | „Инкогнито“                            | - Илия Григоров * Графа                  | - Графа * Магдалена Сотирова-Иванова | 3:28                          |                               |                               |                               |                               |                               |
| 2.                            | „Филм за Ддвама“                       | - Михаела Филева * Илия Григоров * Графа | - Графа * Магдалена Сотирова-Иванова | 3:55                          |                               |                               |                               |                               |                               |
| 3.                            | „Забранен достъп“ (с Прея & Дивна)     | - Илия Григоров * Прея                   | - Магдалена Сотирова-Иванова * Графа | 3:17                          |                               |                               |                               |                               |                               |
| 4.                            | „Приливи и отливи“                     | - Графа                                  | - Графа                              | 3:54                          |                               |                               |                               |                               |                               |
| 5.                            | „Едно наум“                            | - Илия Григоров * Графа                  | - Магдалена Сотирова-Иванова * Графа | 3:27                          |                               |                               |                               |                               |                               |
| 6.                            | „И аз съм тук“                         | - Михаела Филева                         | - Магдалена Сотирова-Иванова * Графа | 4:10                          |                               |                               |                               |                               |                               |
| 7.                            | „Фантазия“                             | - Живко Петров                           |                                      | 4:05                          |                               |                               |                               |                               |                               |
| 8.                            | „Пети елемент“                         |                                          |                                      | 3:56                          |                               |                               |                               |                               |                               |
| 9.                            | „Опасно Близки“ (с участието на VenZy) | - Графа                                  | - Магдалена Сотирова-Иванова * Графа | 3:40                          |                               |                               |                               |                               |                               |
| 10.                           | „Има ли начин“ (с nickname)            | - Графа                                  | Магдалена Сотирова-Иванова * Графа   | 3:20                          |                               |                               |                               |                               |                               |
| 11.                           | „На ръба на лудостта“ (с Графа)        | - Графа * Илия Григоров                  | Магдалена Сотирова-Иванова * Графа   | 3:37                          |                               |                               |                               |                               |                               |
| 40:33                         |                                        |                                          |                                      |                               |                               |                               |                               |                               |                               |

| Инкогнито – бонус песни | Инкогнито – бонус песни                                | Инкогнито – бонус песни | Инкогнито – бонус песни                          | Инкогнито – бонус песни | Инкогнито – бонус песни | Инкогнито – бонус песни | Инкогнито – бонус песни | Инкогнито – бонус песни | Инкогнито – бонус песни |
| №                       | Име                                                    | Автор(и)                | Producer(s)                                      | Време                   |                         |                         |                         |                         |                         |
| ----------------------- | ------------------------------------------------------ | ----------------------- | ------------------------------------------------ | ----------------------- | ----------------------- | ----------------------- | ----------------------- | ----------------------- | ----------------------- |
| 12.                     | „Когато ти трябвам“ (с Billy Hlapeto)                  | - Billy Hlapeto * Графа | Магдалена Сотирова-Иванова * Графа               | 3:37                    |                         |                         |                         |                         |                         |
| 13.                     | „В реда на нещата“ (с Billy Hlapeto)                   |                         | - Магдалена Сотирова-Иванова * Графа             | 3:37                    |                         |                         |                         |                         |                         |
| 14.                     | „Приливи и отливи (Dimo Bg Remix)“                     | - Графа                 | - Графа * Dimo Bg                                | 4:04                    |                         |                         |                         |                         |                         |
| 15.                     | „И аз съм тук (Deep Zone Trap Remix)“                  | - Михаела Филева        | - Магдалена Сотирова-Иванова * Графа * Deep Zone | 3:54                    |                         |                         |                         |                         |                         |
| 16.                     | „Има ли начин (Algoriddim Remix)“ (с nickname)         | - Графа                 | Магдалена Сотирова-Иванова * Графа * Algoriddim  | 3:18                    |                         |                         |                         |                         |                         |
| 17.                     | „На ръба на лудостта (Deep Zone Trap Remix)“ (с Графа) |                         | Магдалена Сотирова-Иванова * Графа * Deep Zone   | 3:06                    |                         |                         |                         |                         |                         |
| 61:51                   |                                                        |                         |                                                  |                         |                         |                         |                         |                         |                         |